# L'Ombrelle (film, 1911)
Pour les articles homonymes, voir Ombrelle (homonymie).
Pour plus de détails, voir Fiche technique et Distribution.
L'Ombrelle est un film muet français réalisé par Georges Monca, sorti en 1911.

## Fiche technique
- Titre : L'Ombrelle
- Autres titres : Monsieur et Madame boudent ou encore Rigadin lâché par sa femme
- Réalisation : Georges Monca
- Scénario : Frédéric Mauzens
- Photographie :
- Montage :
- Société de production : Pathé Frères
- Société de distribution : Pathé Frères
- Pays d'origine :  France
- Langue : film muet avec les intertitres en français
- Métrage : 175 mètres
- Format : Noir et blanc — 35 mm — 1,33:1 — Muet
- Genre :  Comédie
- Durée : 5 minutes 50
- Dates de sortie : 
  -  France : 10 mars 1911

## Distribution
- Charles Prince : Rigadin
- Gabrielle Lange : la femme de Rigadin
- Andrée Marly
- Georges Tréville
- Juliette Clarens